# Fiat 500X
Fiat 500X – samochód osobowy typu crossover klasy subkompaktowej produkowany pod włoską marką Fiat w latach 2014–2024.

## Historia i opis modelu

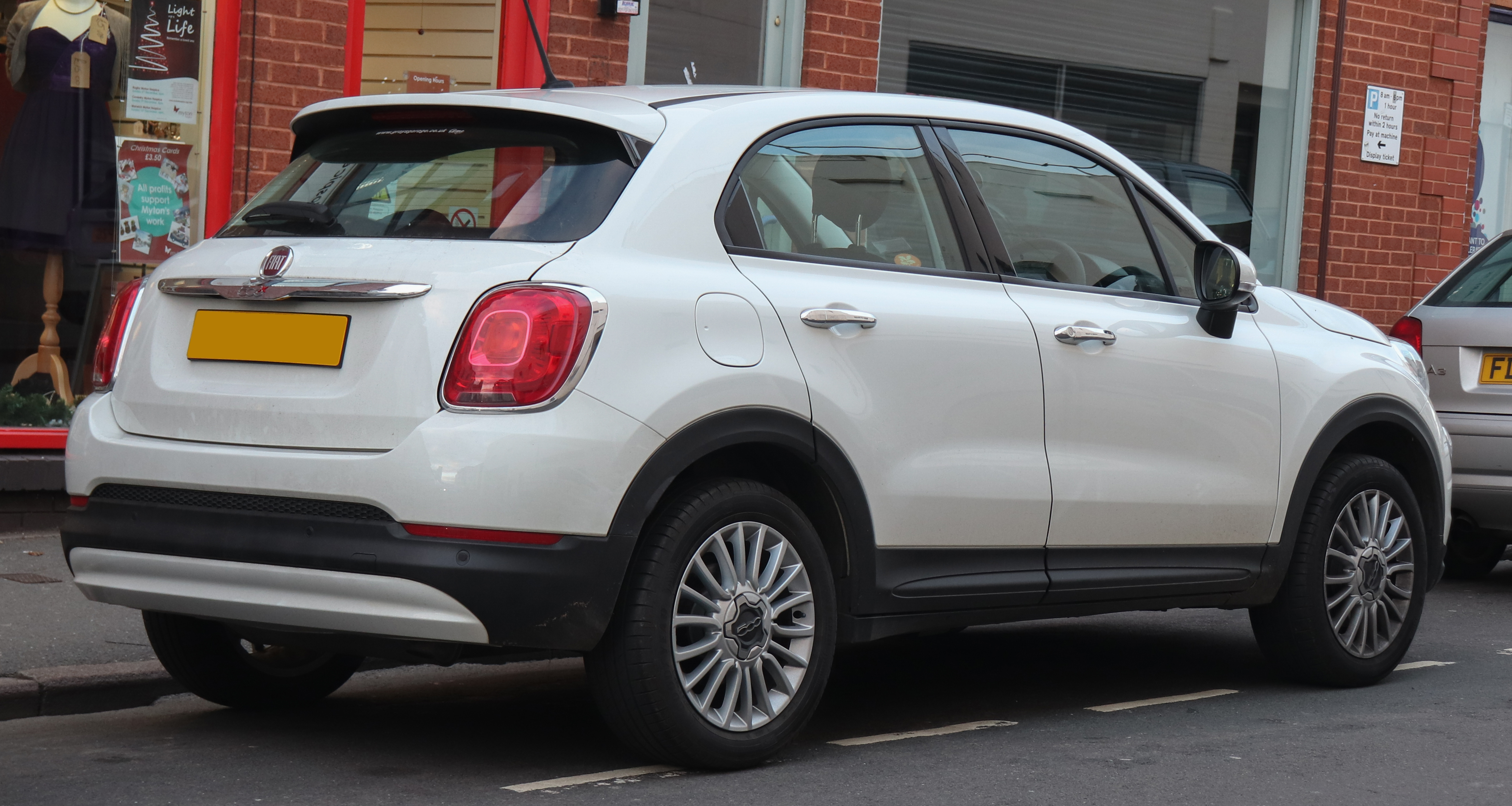
Fiat 500X - tył

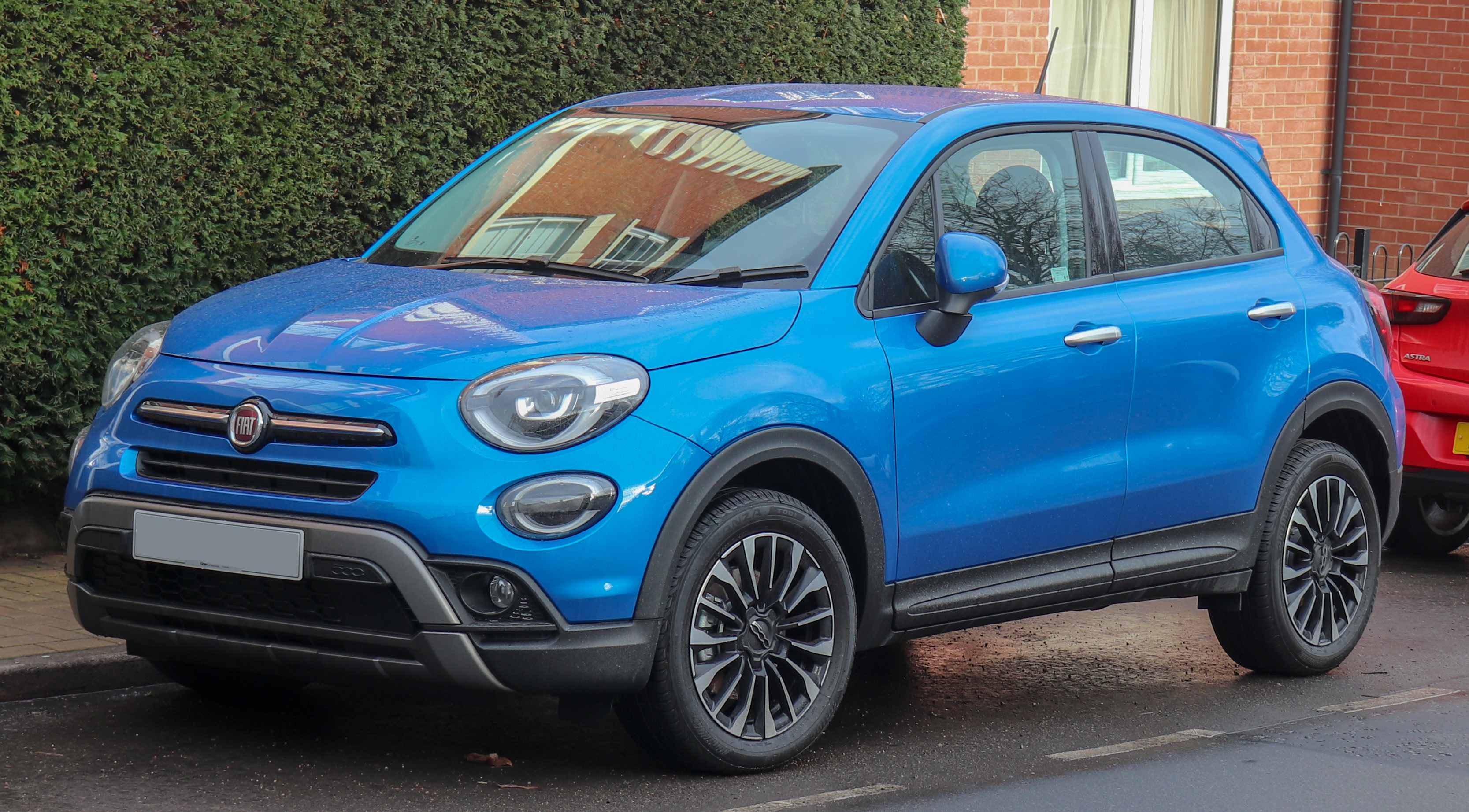
Fiat 500X City Cross po liftingu

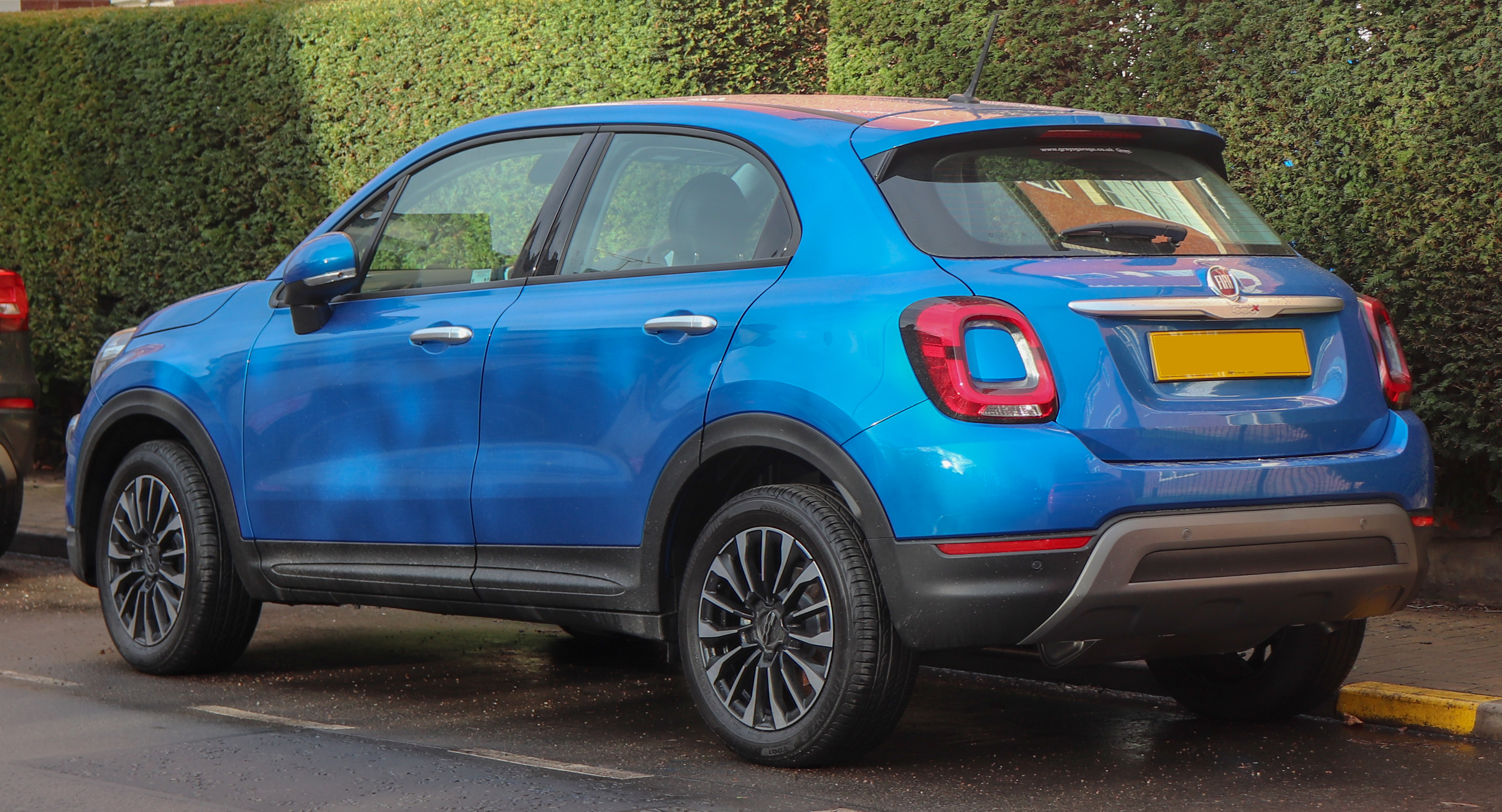
Fiat 500X City Cross - tył po liftingu

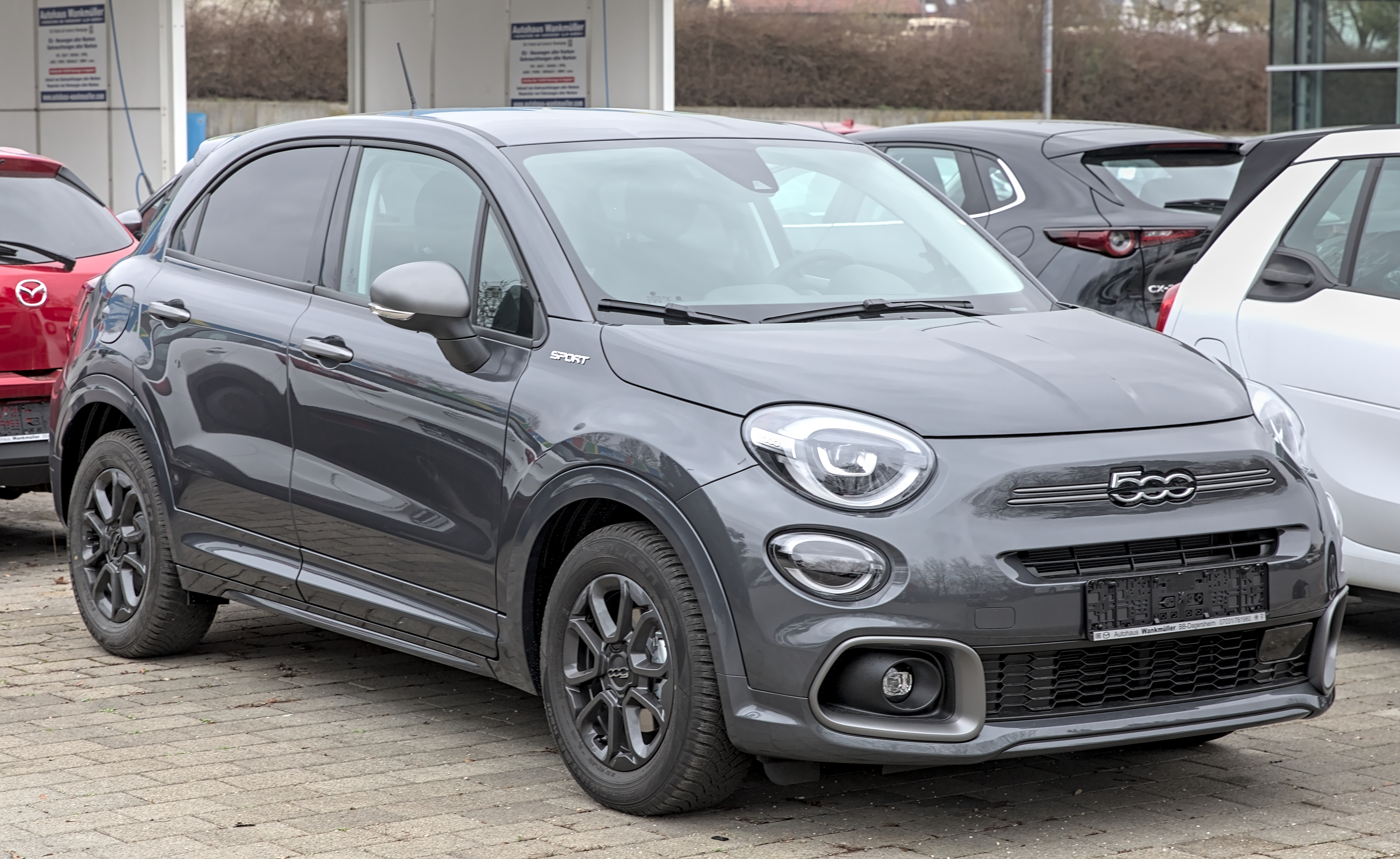
Fiat 500X Sport z 2022 roku.

Prace nad pojazdem rozpoczęły się pod koniec 2012 roku. Samochód po raz pierwszy został oficjalnie zaprezentowany podczas targów motoryzacyjnych w Paryżu w 2014 roku. Auto jest technologicznym bliźniakiem Jeepa Renegade. Oba pojazdy produkowane są na tej samej płycie podłogowej, w tej samej fabryce Fiata we włoskim Melfi oraz oba wykorzystują te same jednostki napędowe pochodzące głównie od Fiata.
Pojazd oferowany był w dwóch wersjach stylizacyjnych: miejskiej - nazwanej City Look oraz uterenowionej - nazwanej Cross. Wersja Cross wyróżnia się plastikowymi nakładkami na nadkola, relingami dachowymi oraz system poprawy trakcji przedniej osi pojazdy Traction+.
W 2018 roku Fiat 500X był oficjalnym samochodem Maratonu Warszawskiego PZU.
23 maja 2019 roku wyprodukowano 500 000 egzemplarz Fiata 500X. Jubileuszowy egzemplarz to samochód w wersji specjalnej "120th" z silnikiem 1.3 FireFly Turbo o mocy 150 KM wraz z automatyczną skrzynią DCT. W tym samym roku samochód został wyróżniony w plebiscycie "MotoAs" Interii w kategorii „Miasto”.

### Lifting
W 2018 500X przeszedł obszerną modernizację. Zmieniły się światła przednie i światła tylne (opcjonalnie oferowane w technologii LED), a także silniki. Do oferty dołączyły dwa turbodoładowane silniki benzynowe, z rodziny FireFly. Zmodernizowano także silnik 2.0 MultiJet. Oprócz tego przemodelowano zderzaki i osłony nadwozia. Wzbogacono wyposażenie samochodu.
Na początki 2022 roku crossover został ponownie odświeżony. Na przedniej atrapie chłodnicy 500X zamiast loga Fiata pojawił się logotyp 500 upodabniając się do nowego 500e.

### 500X Sport
W 2019 roku zadebiutowała wersja Sport. wyposażona w silnik 1.3 FireFly Turbo o mocy 150 KM i automatyczną dwusprzęgłową automatyczną skrzynie biegów DCT. W porównaniu do zwykłych wersji samochód posiada m.in. 19-calowe aluminiowe felgi, sportowe zawieszenie z obniżonym o 13 mm prześwitem, zmodyfikowany układ wydechowy, system oświetlenia Full LED, oprócz tego 500X Sport posiada inną stylistykę zewnętrzną, oraz czerwony kolor nadwozia "Czerwony Seduzione" dostępny wyłącznie dla tej wersji. Dzięki wyżej wymienionym zmianom udało się o 8% zwiększyć wartość przyśpieszenia bocznego, zmniejszyć podsterowność o 26% i nadsterowność nawet o 17%.

### Wyposażenie[9]

#### Przed liftingiem
- Pop
- Pop Star
- Lounge
- Cross
- Cross Plus
- Black Tie

#### Po liftingu
- Urban
- City Cross
- Cross
- Mirror
- S-Design
- Sport

Podstawowa wersja wyposażenia pojazdu obejmuje m.in. ABS + EBD, ESC, światła do jazdy dziennej, 6 poduszek powietrznych, system Lane Assist, elektryczne progresywne wspomaganie kierownicy, elektrycznie regulowane szyby przednie i tylne, centralny zamek z pilotem, elektryczny hamulec postojowy, kierownicę obszytą skórą, klimatyzacje manualną, elektrycznie regulowane i podgrzewane lusterka, tempomat, a także radio Uconnect z Bluetooth, Apple Car Play/Android Auto i 7-calowym ekranem dotykowym. Ceny zaczynają się od 64 600 zł.
W zależności od wersji wyposażenia samochód możemy wyposażyć w m.in. elektrycznie otwierany szklany dach, przednie i tylne czujniki parkowania, elektrycznie składane lusterka, elektryczną regulację odcinka lędźwiowego w fotelu kierowcy, podgrzewane fotele przednie, kamerę cofania, automatyczną dwustrefową klimatyzacje, przyciemniane szyby, światła mijania i drogowe wykonane w technologii LED, adaptacyjny tempomat, 18-calowe felgi aluminiowe, nawigację GPS, oraz system nagłośnienia HI-FI firmy Beats Audio o mocy 506W z subwooferem i 8 głośnikami.

### Silniki[10]
| Silnik                  | Pojemność skokowa [cm³] | Typ silnika        | Moc maksymalna [KM] przy obr./min | Maks. moment obrotowy [Nm] przy obr./min | Przyspieszenie 0-100 km/h [s] | Prędkość maks. [km/h] | Lata produkcji     |                    |                    |
| Silniki benzynowe:      | Silniki benzynowe:      | Silniki benzynowe: | Silniki benzynowe:                | Silniki benzynowe:                       | Silniki benzynowe:            | Silniki benzynowe:    | Silniki benzynowe: | Silniki benzynowe: | Silniki benzynowe: |
| ----------------------- | ----------------------- | ------------------ | --------------------------------- | ---------------------------------------- | ----------------------------- | --------------------- | ------------------ | ------------------ | ------------------ |
| 1.6 E-TorQ              | 1598                    | R4                 | 110 (81)/5500                     | 152/4500                                 | 11,5                          | 180                   | 2014 -             |                    |                    |
| 1.0 FireFly Turbo       | 999                     | R3                 | 120 (88)/5750                     | 190/1750                                 | 10,9                          | 188                   | 2018 -             |                    |                    |
| 1.4 MultiAir Turbo      | 1368                    | R4                 | 140 (103)/5000                    | 230/1750                                 | 9,8                           | 190                   | 2014 - 2018        |                    |                    |
| 1.3 FireFly Turbo DCT   | 1332                    | R4                 | 150 (110)/5500                    | 270/1850                                 | 9,1                           | 200                   | 2018 -             |                    |                    |
| 1.4 MultiAir Turbo AT9  | 1368                    | R4                 | 170 (124)/5500                    | 250/2500                                 | 8,6                           | 200                   | 2014 - 2018        |                    |                    |
| Silniki wysokoprężne:   |                         |                    |                                   |                                          |                               |                       |                    |                    |                    |
| 1.6 MultiJet II         | 1598                    | R4                 | 120 (88)/3750                     | 320/1750                                 | 10,7                          | 186                   | 2014 -             |                    |                    |
| 1.6 MultiJet II DCT     | 1598                    | R4                 | 120 (88)/3750                     | 320/1750                                 | 10,7                          | 186                   | 2019 -             |                    |                    |
| 2.0 MultiJet II         | 1956                    | R4                 | 140 (103)/4000                    | 350/1750                                 | 9,5                           | 190                   | 2014 - 2018        |                    |                    |
| 2.0 MultiJet II AT9 AWD | 1956                    | R4                 | 150 (110)/4000                    | 350/1500                                 | 10,1                          | 196                   | 2018 - 2019        |                    |                    |

### Sprzedaż w Polsce
| Rok  | Sprzedaż (szt.) |
| ---- | --------------- |
| 2015 | 726             |
| 2016 | 1 028           |
| 2017 | 842             |
| 2018 | b.d.            |
| 2019 | b.d.            |
| 2020 | 236             |